# 4028 Панкрац
4028 Панкрац (4028 Pancratz) — астероїд головного поясу, відкритий 18 лютого 1982 року.
Тіссеранів параметр щодо Юпітера — 3,422.